# Aaron Grandidier-Nkanang
Pour les articles homonymes, voir Grandidier.
Pas d'image ? Cliquez ici

a Compétitions nationales et continentales officielles uniquement.

b Matchs officiels uniquement.
Dernière mise à jour le 23 mai 2024.
Aaron Grandidier-Nkanang, né le 18 mai 2000 à Londres (Angleterre), est un joueur français de rugby à XV et international français de rugby à sept évoluant au poste d'ailier avec la Section paloise.
En rugby à sept, il est notamment médaillé d'or durant les Jeux olympiques 2024.

## Biographie

### Jeunesse et formation
Aaron Grandidier-Nkanang naît le 18 mai 2000 à Londres, d'un père anglais d'origne nigérienne et d'une mère française, sculptrice. Il grandit dans le Kent et est éduqué dans la St Olave's Grammar School,. Aaron découvre le rugby à XV au collège à onze ans, mais le délaisse pour le basket-ball à l'âge de quatorze ans. Il évolue en club pour la première fois en 2017 à l’âge de dix-sept ans, rejoignant le club anglais de Old Elthamians (en), évoluant en National League One, la troisième division anglaise.
Il est rapidement sélectionné avec la sélection des moins de 18 ans des England Counties XV (en), équivalent de France universitaire pour les lycées anglais, et remporte deux tests face à l’Irlande avant de découvrir le rugby à sept lorsqu’il étudie le graphisme à l’université de Twickenham. Aaron Grandidier-Nkanang commence sa carrière en rugby à sept en 2019 lorsque l'Académie anglaise de rugby à sept, située à proximité de son université, recherche des joueurs pour un tournoi de développement en Italie. Sous le maillot anglais, Grandidier-Nkanang prend également part à un tournoi au Centre national du rugby de Marcoussis, lui permettant de rencontrer des figures importantes du rugby français telles que Thierry Janeczek et Nicolas Le Roux.
Repéré par plusieurs clubs français, dont le RC Toulon, le Castres olympique, Oyonnax Rugby et le CA Brive, Aaron Grandidier-Nkanang choisit finalement de rejoindre le CA Brive en Corrèze à l'âge de dix-neuf ans. Il est rapidement intégré dans l'équipe de France développement, participant à son premier tournoi avec eux lors du Dubai Invitational Sevens en décembre de la même année.

### Carrière professionnelle

#### Débuts à Brive, focus sur le rugby à sept
Malgré un nombre limité de matchs en Top 14, puis Pro D2 et en Challenge européen (sept matchs avec le CA Brive), ses performances en rugby à sept attirent l'attention de l'équipe de France.
Grandidier-Nkanang fait ses débuts avec l'Équipe de France de rugby à sept en 2022. Il se distingue rapidement, étant l'un des meilleurs marqueurs d'essais des World Rugby Sevens Series 2022-2023 lors des trois premières étapes avec dix-sept essais, un record partagé avec le Samoan Vaa Apelu Maliko. Ses performances contribuent grandement aux succès de l'équipe française, dont une médaille de bronze au Tournoi de Hong Kong de rugby à sept.

#### Nouveau départ à la Section paloise et champion olympique en 2024
En 2024, il franchit un cap sportif et rejoint le Top 14, signant avec la Section paloise pour la saison 2024-2025, afin de compenser le départ de Samuel Ezeala. Grandidier-Nkanang explique avoir rejoint un club ambitieux dont le jeu permet aux ailiers de briller, permettant notamment à Théo Attissogbé de se révèler durant la saison 2023-2024.
Durant cette même année, Aaron Grandidier-Nkanang est sélectionné en équipe de France masculine de rugby à sept pour participer au tournoi de rugby à sept aux Jeux olympiques d'été de 2024. Initialement remplaçant en début de compétition, il s'impose comme titulaire et inscrit trois essais. Aaron Grandidier-Nkanang est sacré champion olympique le 27 juillet 2024, face aux tenants du titre fidjiens en finale. Titulaire en finale, il inscrit un essai qui permet aux français de reprendre l'avantage au début de deuxième mi-temps alors que les deux équipes sont a égalité 7-7.  Grandidier-Nkanang récupère un ballon sur le renvoi, transmet à Antoine Dupont, se relève pour être au soutien et récupère une passe décisive après une course de 60 m pour inscrire un essai permettant de prendre les devants.
C'est la première médaille d'or de la délégation française lors des Jeux de Paris 2024. 
Après avoir remporté un titre olympique et bénéficié d'une large médiatisation, Aaron Grandidier-Nkanang souhaite s'imposer durablement en rugby à XV et s'intégrer pleinement au sein du quinze de la Section paloise. Il fait ses débuts sous le maillot sectionniste lors de la 3e journée de Top 14 2024-2025, lors d’une rencontre perdue contre le Stade rochelais. En février 2025, il participe à la finale du Supersevens avec la Section, s'inclinant en finale face aux Barbarians français.
Après 18e journée de Top 14, Aaron Grandidier-Nkanang a inscrit 4 essais en 9 matchs et ajouté un essai en Challenge Cup, confirmant ainsi son adaptation au rugby à XV, et son intégration au sein de la Section paloise. Lors de la 19e journée, sa prestation face au Montpellier Hérault Rugby a été décisive pour obtenir une victoire dans les dernières secondes, avec une performance tout en vitesse.

## Vie privée
Aaron Grandidier-Nkanang a fait du mannequinat et est DJ sous le nom de DJ Aztek, s'inspirant du groupe Daft Punk.

## Palmarès
- Équipe de France de rugby à sept :
  -  Troisième du tournoi de Hong Kong 2023
  -  Troisième du tournoi de Vancouver 2024
  -  Vainqueur du tournoi de Los Angeles 2024[28],[29]
  -  Vainqueur de la série mondiale 2023-2024 (tournoi de Madrid)[30]
  -  Champion olympique 2024

## Distinctions

### Décorations
Chevalier de la Légion d'honneur (décret du 23 septembre 2024)